# Карсън Маккълърс
Карсън Маккълърс (на английски: Carson McCullers) е американска писателка на бестселъри в жанра съвременен роман.

## Биография и творчество
Карсън Маккълърс, с рождено име Лула Карсън Смит, е родена на 19 февруари 1917 г. Кълъмбъс, Джорджия, САЩ, в семейството на Ламар и Маргарита Смит. Има по-малки брат и сестра. Като ученичка взема уроци по пиано и се готви за музикална кариера, но през 1932 г. получава ревматична треска, което прекратява тези ѝ планове. Докато се възстановява започва да чете много и пише първия си разказ. През 1933 г. завършва гимназия. През 1934 г. заминава за Ню Йорк с намерението да пише. Работи различни работи, за да се издържа.
През 1935 г. взема творчески курсове по писане в Колумбийския университет в Ню Йорк, след което работи за кратко като репортер в родния си град във вестник „Кълъмбъс Леджър“. През есента отново е в Ню Йорк, където учи в „Скуайър Колидж“ на Университета на Ню Йорк. През есента на 1936 г. се връща в Кълъмбъс, за да се лекува продължително от пневмония. През декември в списание „Стори“ е публикуван първия ѝ разказ „Вундеркинд“. Докато е на легло започва да пише първия си роман с работно заглавие „The Mute“ за историята на един глухоням. През лятото на 1937 г. води музикални курсове в Кълъмбъс.
На 30 септември 1937 г. се омъжва за приятеля си от гимназията Рийвс Макълърс, бивш войник от намиращия се в близост до Кълъмбъс Форт Бенинг, и амбициозен писател. Те започват семейния си живот в Шарлът, Северна Каролина, където Рийвс е намерил работа в кредитна агенция. Следващата година се местят във Файетвил, Северна Каролина, където тя продължава пише първия си роман, вече с името „Сърцето е самотен ловец“, в „южен готически“ стил, повлияна от руския реализъм. Той е завършен през пролетта на 1939 г. и е издаден през 1940 г. В него писателката включва много автобиографични елементи и развива темата за духовната изолация и самотата на личността, линия която стана характерна за нейното творчество. Самият роман се счита от критиката като антифашистки. Книгата става бестселър и дава старт на писателската кариера на Карсън Маккълърс. През 1968 г. романът е екранизиран в едноименния филм с участието на Алън Аркин.
След издаването на книгата Карсън се разделя с Рийвс и отива да живее в Ню Йорк. Развеждат се през 1941 г. В Ню Йорк тя завършва втория си роман „Отражения в златисто око“, публикуван през есента на 1941 г. Той също става бестселър и през 1967 г. е направена филмовата му адаптация от режисьора Джон Хюстън с участието на Марлон Брандо и Елизабет Тейлър.
В Ню Йорк Карсън се влюбва в композитора Дейвид Даймънд и заедно с бившия ѝ съпруг съставят сложен любовен триъгълник. Драматичните междуличностни взаимоотношения намират отражение в следващите ѝ романи – „Сватбарката“ (1946) и „Балада за тъжната кръчма“ (1951).
След внезапната смърт на баща ѝ през 1944 г., заедно с майка ѝ през 1945 г. купуват и се преместват да живеят в къща в Наяк, щат Ню Йорк. На 19 март се омъжва отново за съпруга си. В следващите години пътува много, но страда от много заболявания. През 1948 г. е обявена за една от 10-те най-заслужили жени на Америка и получава наградата „Мерит“. През март същата година прави опит за самоубийство и се лекува в психиатрична клиника.
През 1952 г. семейството купува къща близо до Париж в Башивилер. В края на лятото на 1953 г. Рийвс планира самоубийството си и иска от Карсън да го направят и двамата. Изплашена за живота си тя бяга в САЩ. На 18 ноември 1953 г. в хотел в Париж Рийвс се самоубива със сънотворни хапчета.
През 1961 г., след почти 20-годишна работа по него, е издаден последният ѝ роман „Часовник без стрелки“.
В края на живота си Карсън работи върху автобиографията си, която впоследствие е издадена посмъртно. След тежки здравословни проблеми през целия си живот, включително тежък алкохолизъм, Карсън Маккълърс получава мозъчен кръвоизлив на 19 август 1967 г. След 47 дни в кома и неуспешни опити за лечение, умира на 29 септември 1967 г. в Наяк, щат Ню Йорк.

## Произведения

### Самостоятелни романи
- Сърцето е самотен ловец, The Heart Is a Lonely Hunter (1940)
- Отражения в златисто око, Reflections in a Golden Eye (1941)
- Сватбарката, The Member of the Wedding (1946)
- Балада за тъжната кръчма, The Ballad of the Sad Cafe (1951)
- The Square Root of Wonderful (1958)
- Часовник без стрелки, Clock Without Hands (1961)

### Сборници
- Sweet As a Pickle and Clean As a Pig (1965) – поеми
- The Mortgaged Heart (1971)
- Shorter Novels and Stories (1972)
- Collected Stories: Including the Member of the Wedding And the Ballad of the Sad Cafe (1987)
- The Collected Stories of Carson McCullers (1993)

### Разкази
- Wunderkind (1936)
- Madame Zilensky and the King of Finland (1941)
- Correspondence (1941)
- A Tree, A Rock, A Cloud (1942)

### Пиеси
- The Square Root of Wonderful (1958)

### Документалистика
- Illumination and Night Glare: The Unfinished Autobiography of Carson McCullers (1999)

### Книги за Карсън Маккълърс
- Carson McCullers: Her Life and Work (1965) – от Оливър Евънс

### Филмография
- 1952 The Member of the Wedding
- 1953 Omnibus – ТВ сериал
- 1958 The DuPont Show of the Month – ТВ сериал
- 1960 ITV Play of the Week – ТВ сериал
- 1963 Camera Three – ТВ сериал, по „Балада за тъжната кръчма“
- 1964 Bob Hope Presents the Chrysler Theatre – ТВ сериал
- 1967 Reflections in a Golden Eye
- 1968 The Heart Is a Lonely Hunter
- 1970 Zurück, wo ich begann – ТВ филм
- 1978 A Tree, a Rock, a Cloud
- 1981 Une pierre, un arbre, un nuage
- 1982 The Member of the Wedding – ТВ филм
- 1991 The Ballad of the Sad Cafe
- 1991 Women & Men 2: In Love There Are No Rules – ТВ филм, по „A Domestic Dilemma“
- 1997 The Member of the Wedding – ТВ филм по „Сватбарката“
- 2009 A Domestic Dilemma